# 阿罗约多蒂格雷
阿罗约多蒂格雷是巴西南大河州的一个市镇。总面积318.524平方公里，总人口12645人，人口密度39.7人/平方公里。